# John L. M. Irby

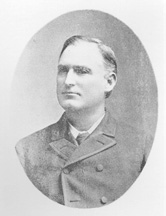
John L. M. Irby

John Laurens Manning Irby (* 10. September 1854 in Laurens, Laurens County, South Carolina; † 9. Dezember 1900 ebenda) war ein US-amerikanischer Politiker (Demokratische Partei), der den Bundesstaat South Carolina im US-Senat vertrat.
John Irby war der Sohn von James Irby (1793–1860) der von 1852 bis 1854 Vizegouverneur von South Carolina war. Sein Urgroßvater Elias Earle saß zwischen 1811 und 1821 mehrfach im Repräsentantenhaus der Vereinigten Staaten. Er besuchte zunächst die Laurensville Male Academy. Er setzte seine akademische Ausbildung von 1870 bis 1871 am Princeton College in New Jersey fort und schloss sie dann zwischen 1871 und 1873 an der University of Virginia in Charlottesville ab. Danach studierte er die Rechtswissenschaften, wurde 1875 in die Anwaltskammer aufgenommen und praktizierte zunächst als Jurist in Cheraw, ehe er in seine Heimatstadt Laurens zurückkehrte. 1877 wurde er zum Lieutenant Colonel in der Miliz von South Carolina ernannt.
Sein erstes politisches Mandat hatte Irby von 1886 bis 1892 als Abgeordneter im Repräsentantenhaus von South Carolina inne; 1890 war er der Speaker dieser Parlamentskammer. Im selben Jahr wurde er als Demokrat in den US-Senat gewählt, wo er am 4. März 1891 die Nachfolge von Wade Hampton antrat. Er absolvierte im Kongress eine volle sechsjährige Amtsperiode bis zum 3. März 1897; zur Wiederwahl trat er nicht an. Während dieser Zeit führte er unter anderem den Vorsitz im Ausschuss für die Verkehrswege zur Küste. Nachfolger im Senat wurde sein Cousin Joseph H. Earle, der aber bereits nach zwei Monaten im Amt starb. Irby bewarb sich vergeblich um dessen Nachfolge.
Im Jahr 1895 nahm John Irby als Delegierter am Verfassungskonvent von South Carolina teil. Nach seinem Ausscheiden aus dem Kongress bekleidete er keine öffentlichen Ämter mehr. Er betätigte sich bis zu seinem Tod im Dezember 1900 als Anwalt sowie in der Landwirtschaft.